# Nyctimene
Nyctimene is een geslacht van vleermuizen uit de familie der vleerhonden dat voorkomt van de centrale Filipijnen en Celebes tot de Salomonseilanden en Noordoost-Australië. De nauwste verwant van dit geslacht is het zeldzame Nieuw-Guinese geslacht Paranyctimene, maar verder heeft Nyctimene waarschijnlijk geen nauwe verwanten binnen de vleerhonden (fylogenetisch onderzoek geeft aan dat Nyctimene de zustergroep van (vrijwel) alle vleerhonden is). Sommigen rekenen Paranyctimene ook tot Nyctimene.

## Kenmerken
Nyctimene omvat kleine tot middelgrote vleerhonden. Op de rug loopt een donkere streep, die bij sommige soorten duidelijker is dan bij andere. De vleugels zijn bedekt met gele vlekken. De neusgaten zijn buisvormig. Alle soorten hebben een staart.

## Indeling
Het geslacht wordt ingedeeld in vier groepen (als Paranyctimene tot Nyctimene zou behoren, zou het een vijfde groep vormen, de N. raptori-groep). Twee hiervan hebben een grote verspreiding, de twee andere komen alleen op Nieuw-Guinea en enkele nabijgelegen eilanden voor. De groepen zijn de volgende:
- De N. aello-groep komt voor op Nieuw-Guinea en enkele nabijgelegen eilanden en omvat slechts één soort. Dat is een zeer grote Nyctimene (de grootste soort van het geslacht) met een zeer brede rugstreep.
- De N. albiventer-groep komt voor van Celebes tot de Salomonseilanden en omvat zes soorten, waarvan de meeste in gescheiden gebieden voorkomen (hoewel de geldigheid van sommige onduidelijk is). Deze groep omvat kleine soorten met een smalle, maar duidelijke rugstreep.
- De N. cephalotes-groep komt voor van de Filipijnen en Celebes tot Australië en de Salomonseilanden en omvat zes soorten, die vrijwel uitsluitend gescheiden voorkomen. Deze groep omvat middelgrote tot grote soorten met een smalle, duidelijke rugstreep.
- De N. cyclotis-groep komt alleen voor op Nieuw-Guinea en nabijgelegen eilanden en omvat twee sympatrisch voorkomende soorten (hoewel de geldigheid van één daarvan betwist wordt). Deze groep omvat kleine soorten die herkend kunnen worden aan hun ronde oren. De rugstreep is smal, maar duidelijk.

Er zijn zestien beschreven soorten, verdeeld over vier groepen:
- N. aello-groep
  - Nyctimene aello (Nieuw-Guinea en enkele nabijgelegen eilanden)
- N. albiventer-groep
  - Nyctimene albiventer (Nieuw-Guinea en de Molukken)
  - Nyctimene draconilla (Nieuw-Guinea)
  - Nyctimene malaitensis (Malaita en San Cristobal in de Salomonseilanden)
  - Nyctimene masalai (New Ireland in Papoea-Nieuw-Guinea)
  - Nyctimene varia (Celebes en de Molukken)
  - Nyctimene vizcaccia (Bismarck-archipel, Salomonseilanden)
- N. cephalotes-groep
  - Nyctimene cephalotes – Groothoofdbuisneusvleerhond (Celebes tot zuidelijk Nieuw-Guinea)
  - Nyctimene keasti (zuidelijke Molukken; mogelijk Timor en Flores)
  - Nyctimene major – Grote buisneusvleerhond (Bismarck-archipel, eilanden ten zuidoosten van Nieuw-Guinea, Salomonseilanden)
  - Nyctimene rabori – Filipijnse buisneusvleerhond (centrale Filipijnen en de Talaud-eilanden)
  - Nyctimene robinsoni – Robinsonbuisneusvleerhond (Noordoost-Australië)
  - Nyctimene sanctacrucis (Santa Cruz-eilanden)
- N. cyclotis-groep
  - Nyctimene certans (Nieuw-Guinea)
  - Nyctimene cyclotis (Nieuw-Guinea)
  - Nyctimene wrightae (Nieuw-Guinea)[2]

Daarnaast komen er onbeschreven soorten uit de cephalotes-groep voor op Numfor en de Sangihe-eilanden. De taxonomische status van veel van deze soorten is zeer onduidelijk; soorten als masalai en draconilla verschillen mogelijk niet van respectievelijk albiventer en vizcaccia.
Acerodon · Aethalops · Alionycteris · Aproteles · Balionycteris · Casinycteris · Chironax · Cynopterus · Desmalopex · Dobsonia · Dyacopterus · Eidolon · Eonycteris · Epomophorus · Epomops · Haplonycteris · Harpyionycteris · Hypsignathus · Latidens · Lissonycteris · Macroglossus · Megaloglossus · Melonycteris · Micropteropus · Mirimiri · Myonycteris · Nanonycteris · Neopteryx · Notopteris · Nyctimene · Otopteropus · Paranyctimene · Penthetor · Plerotes · Ptenochirus · Pteralopex · Pteropus · Rousettus · Scotonycteris · Sphaerias · Styloctenium · Syconycteris · Thoopterus